# Ladislav Medňanský
Ladislav Medňanský, (także Ladislav Mednyánszky, lub László Mednyánszky) (ur. 23 kwietnia 1852 w Beckovie, zm. 17 kwietnia 1919 w Wiedniu) malarz austro-węgierski, tworzący głównie na terenach dzisiejszej Słowacji, Węgier i Austrii.

## Życiorys
Syn Edwarda Medňanskiego i Marii Anny z domu Szirmay. W 1861 r. przeniósł się wraz z rodziną do miejscowości Strážky na terenach północnej Słowacji. Początkowo edukację odbierał w Kieżmarku. Następnie studiował malarstwo w Monachium na Akademie der Bildenden Künste (1872–1873), a następnie w Paryżu w École des Beaux-Arts. W 1877 r. powrócił do Strážek. W okolicach tej miejscowości powstała znacząca część jego prac. Tworzył także na pozostałych terenach Austro-Węgier i w Paryżu. W trakcie pierwszej wojny światowej był korespondentem wojennym. W 2007 r. ukazały się w koedycji wydawnictwa Kalligram i Słowackiej Galerii Narodowej jego pamiętniki.

## Twórczość
Jego twórczość w większości inspirowana była impresjonizmem. Tematami jego prac były pejzaże, oraz portrety. Wśród pejzaży wiele prezentuje krajobraz Słowackich Tatr. Portrety prezentują głównie mieszkańców wsi, oraz przedstawicieli mniejszości romskiej; ale także przyjaciół i członków rodziny. W 1895 r. zmarł ojciec Ladislava Medňanskiego. Wywarło to wpływ na tematykę i kolorystykę jego prac. W trakcie I wojny światowej stworzył szereg prac związanych z wojną.

## Kolekcje
Istnieją dwie duże kolekcje prac Ladislava Medňanskiego. Pierwsza z nich znajdują się w zbiorach Słowackiej Galerii Narodowej. Prace zostały jej podarowane przez Margitę Czóbel, ostatnią właścicielkę zamku w Strážkach i powinowatą Medňanskiego. W zamku stworzono oddział galerii ze stałą ekspozycją prac Medňanskiego, oraz muzeum jego rodziny. Znajdują się tam także osobiste pamiątki malarza. Druga kolekcja jest w posiadaniu Węgierskiej Galerii Narodowej

## Galeria

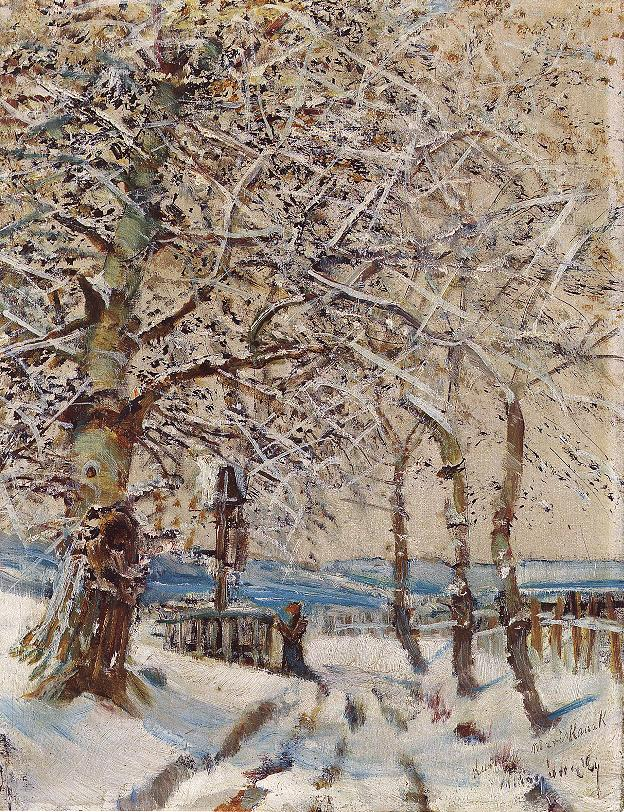
Drzewa ze szronem, 1892
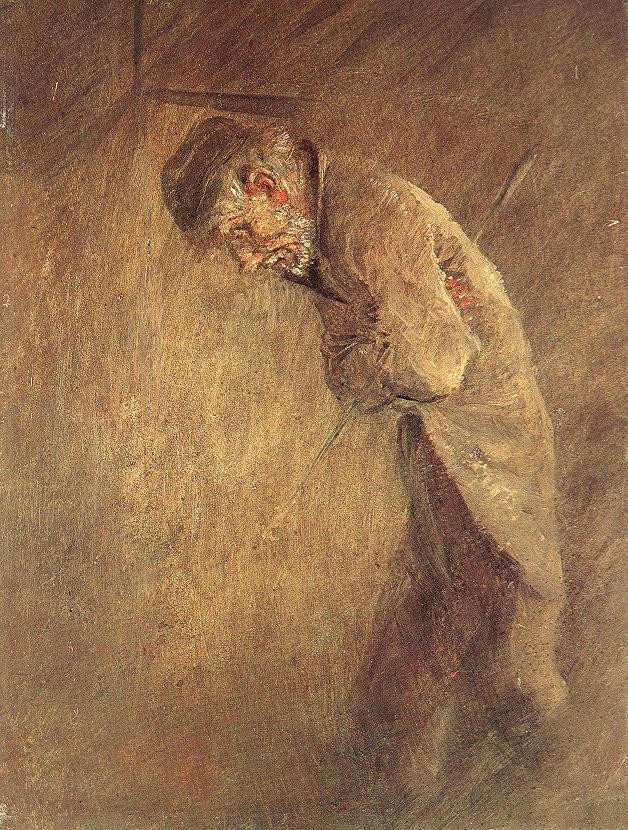
Stary włóczęga, 1880
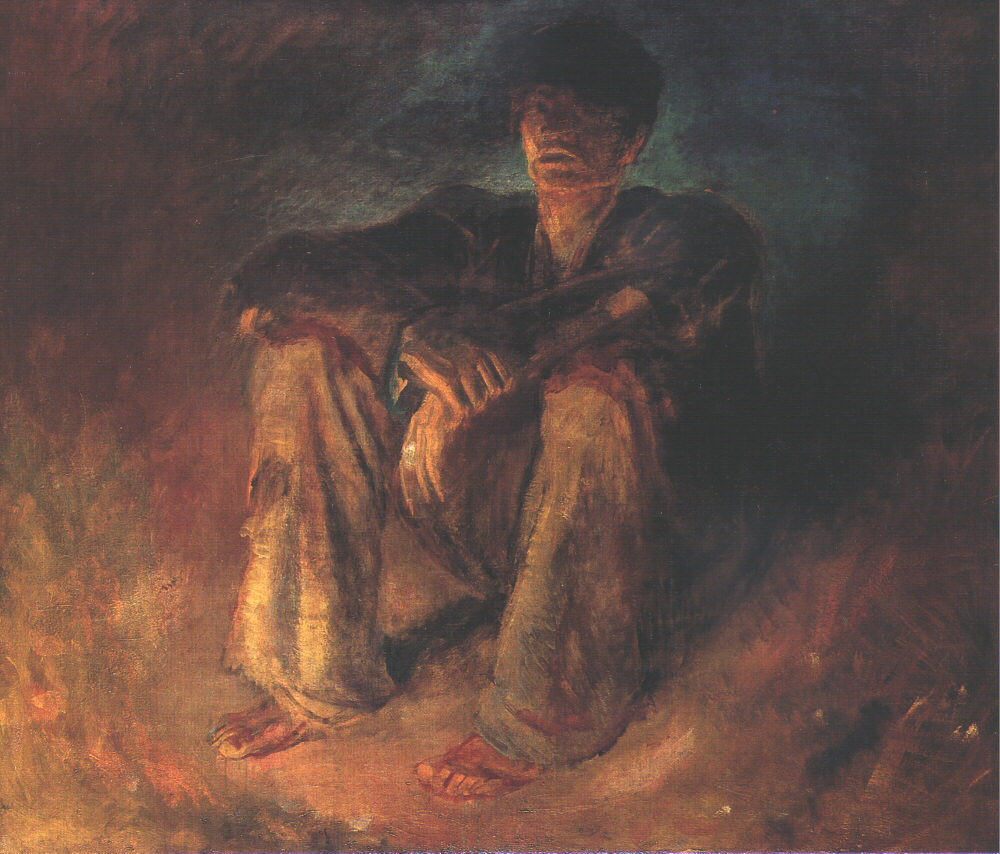
Na dnie, po 1898
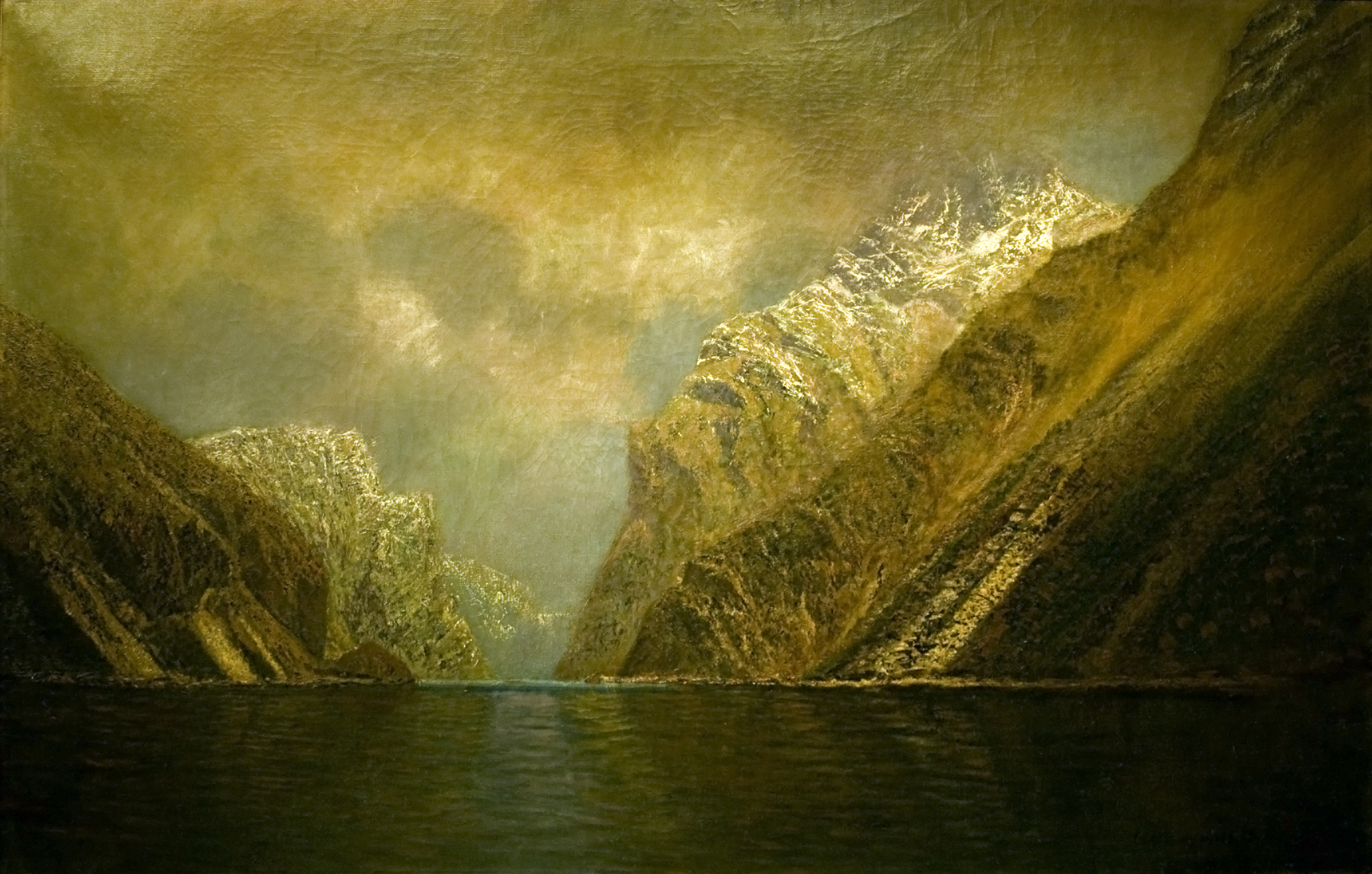
Żelazna brama na Dunaju, 1890-1895
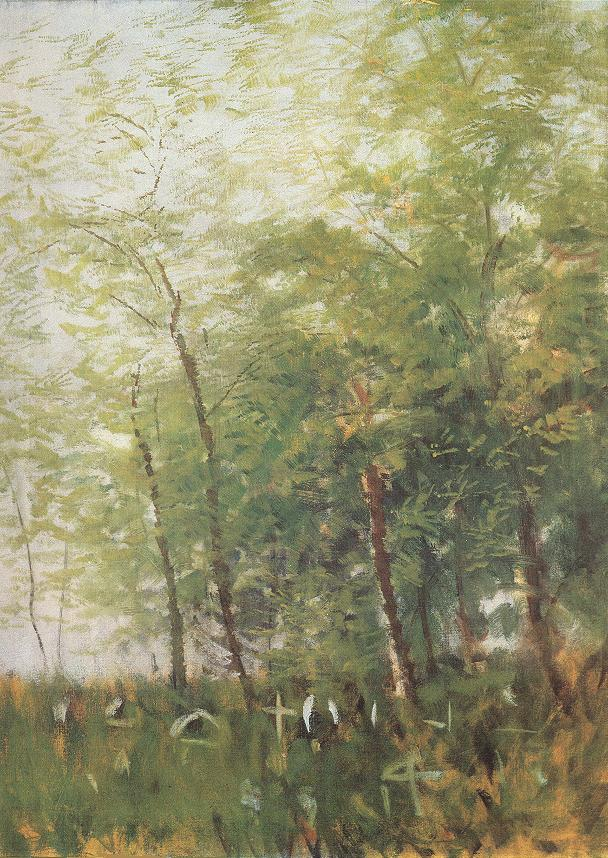
Skraj lasu z krzyżami, 1914-1918
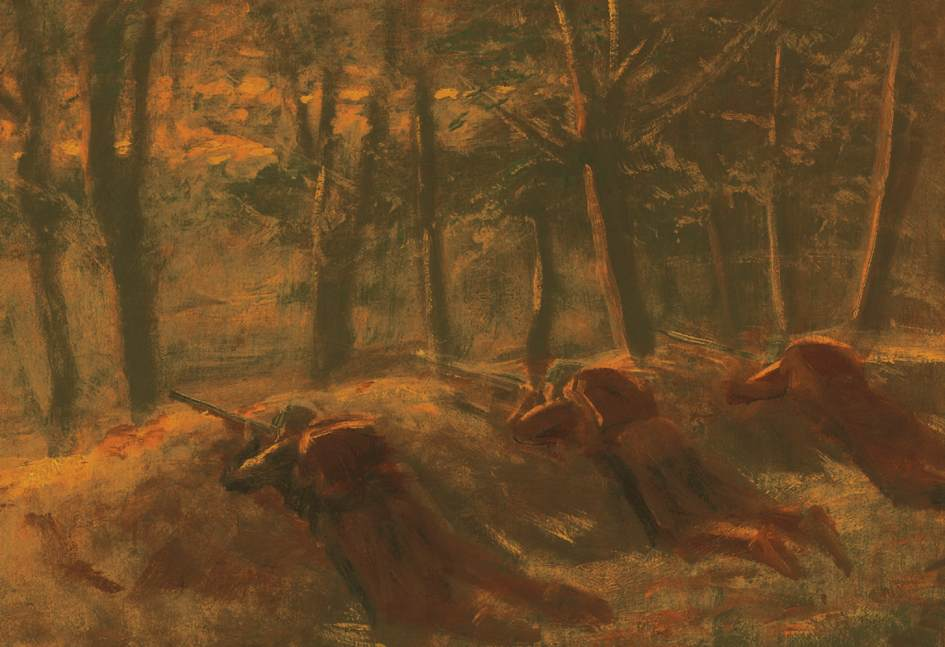
Żołnierze, 1914-1918

## Literatura
- Ladislav Mednyánszky, Denníky 1877 – 1918, Bratysława 2007